# غوجو (نارا)
مدينة غوجو (بالإنجليزية: Gojō)‏ هي أحد المدن التابعة لمحافظة نارا. تأسست رسميًا في 15/10/1957. ويقدر عدد سكانها بـ 36002 نسمة حسب تقدير مكتب الإحصاء الياباني لعام 2012. تبلغ مساحة غوجو 292.05 كم2. بكثافة سكانية تبلغ 123 نسمة/كم2.

## توأمة
لغوجو (نارا) اتفاقيات توأمة مع:
- يواشي (12 يوليو 2015 - )

## أعلام
- ماساهيرو تاناكا